# Mogens Frey

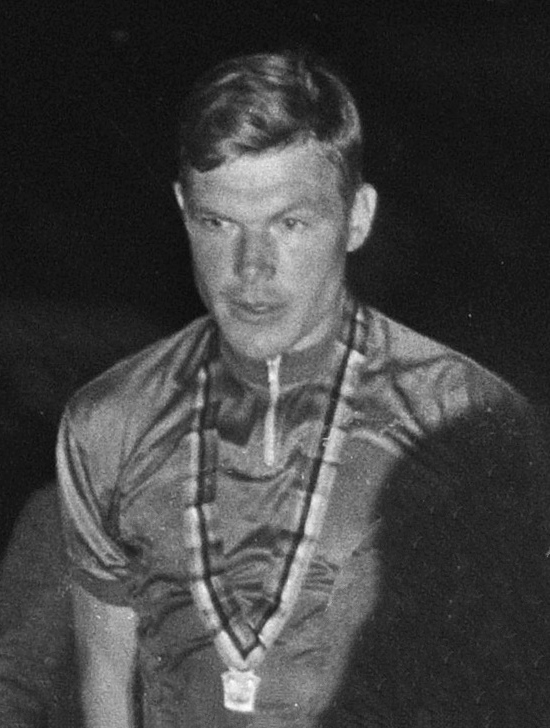
Mogens Frey (1967)

Mogens Frey Jensen (* 2. Juli 1941 in Glostrup) ist ein ehemaliger dänischer Radrennfahrer, Weltmeister und Olympiasieger.

## Sportliche Laufbahn
Nach dem 2. Platz in der Nordischen Meisterschaft mit dem dänischen Straßen-Vierer kam er 1961 (gerade erst 20 Jahre alt geworden)
ins Team für die Straßenweltmeisterschaft, wo er Rang 59 belegte. Er spezialisierte sich jedoch nach dem Gewinn der Landesmeisterschaft im Mannschaftsverfolgungsfahren 1963 auf Bahnrennen und konnte 1964 sowohl den Titel im Einzel-, als auch im Mannschafts-verfolgungsfahren erringen. 1967 erzielte Frey bei der Weltmeisterschaft die Silbermedaille im Einzel-Verfolgungsfahren.
1968 errang Mogens Frey bei den Olympischen Sommerspielen 1968 in Mexiko-Stadt die Goldmedaille in der Mannschaftsverfolgung, gemeinsam mit Per Lyngemark, Reno Olsen, Peder Pedersen und Gunnar Asmussen. Im Finale war der dänische Bahn-Vierer gegen das deutsche Team von Gustav Kilian angetreten, der deutsche Vierer jedoch wegen „unerlaubten Anschiebens“ in der letzten Runde disqualifiziert worden. Bei denselben Spielen errang Frey die Silbermedaille in der Einer-Verfolgung und wurde wenige Wochen später bei den UCI-Bahn-Weltmeisterschaften 1968 in Montevideo Weltmeister in dieser Disziplin.
Insgesamt wurde Frey achtmal Nationaler Meister in den Verfolgungsdisziplinen auf der Bahn. Aber auch bei Straßenrennen war er erfolgreich, als er 1965 mit dem Straßen-Vierer bei der Nordischen Meisterschaft siegte. 1967 konnte er Dänischer Meister im
Einzelstraßenfahren und 1968 Fünfter der Straßen-Weltmeisterschaft werden. 1969 wurde er in Brünn Vize-Weltmeister im Mannschaftszeitfahren, gemeinsam mit Leif Mortensen, Jørn Lund und Jørgen Emil Hansen. Das Eintagesrennen GP ZTS Dubnica nad Váhom in der Tschechoslowakei gewann er 1969.
Anschließend trat Mogens Frey zu den Profis über, startete mit dem Frimatic-De Gribaldy-Team bei der Tour de France 1970 und gewann die neunte Etappe von Saarlouis nach Mülhausen. Dabei kam es zu einem denkwürdigen Duell zwischen ihm und seinem Team-Kapitän Joaquim Agostinho, die beide 20 Kilometer zuvor dem Peloton ausgerissen waren. Agostinho rechnete offensichtlich nicht damit, dass Frey wirklich sprinten würde, um ihn zu überholen. Als Frey ihn dann doch überholte, hielt Agostinho ihn an seinem Lenker fest, um als Erster die Ziellinie zu überqueren. Das Wettkampfgericht jedoch setzte Agostinho auf Platz zwei zurück.
Nachdem er 1970 in Frankreich zwei Siege als Berufsfahrer errungen hatte und 1971 im Team HOOVER-De Gribaldy völlig erfolglos geblieben war, kehrte er nach Dänemark zurück, bestritt mehrere Sechstagerennen und versuchte sich als Steher. 1974 beendete er seine sportliche Karriere im Alter von 33 Jahren.